# Cobbia
Cobbia (in sloveno Kobjeglava, in passato Kobiljaglava, Kobila Glava o Kobilaglava; in italiano in passato Cobilaglava) è un paese della Slovenia, frazione del comune di Comeno.
La località carsica si trova a 6,0 km a est del capoluogo comunale e a 11,8 chilometri dal confine italiano.
È capoluogo della comunità locale di Cobbia-Tupelče, una delle 20 in cui si suddivide il comune.
La chiesa parrocchiale è dedicata a San Michele (Sveti Mihael) e contiene al suo interno un dipinto opera di Giuseppe Tominz in uno dei due altari laterali in pietra.

## Storia
Dopo la caduta dell'Impero romano d'Occidente, e la parentesi del Regno ostrogoto, i Longobardi si insediarono nel suo territorio, seguiti poi attorno al VI secolo da popolazioni slave. Alla caduta del Regno longobardo subentrarono quindi i Franchi; nell'887 Arnolfo, Re dei Franchi orientali, istituì la marca di Carniola; nel 957 la Carniola passò sotto l'autorità del Duca di Baviera e poi nel 976 nel Ducato di Carinzia appena costituito dall'imperatore Ottone II.

In seguito il Ducato di Carinzia passò, come ricompensa per i servigi resi all'imperatore Rodolfo I contro Ottocaro II di Boemia, a Mainardo II di Tirolo-Gorizia.

Il paese viene citato per la prima volta nel 1300 e probabilmente era sottomesso alla giurisdizione dei conti di San Daniele sotto la sfera d'influenza della Contea di Gorizia; in seguito, passando nel 1500 alla Casa d’Asburgo, il territorio entrò nella Contea di Gorizia e Gradisca.
 
Con il trattato di Schönbrunn (1809) entrò a far parte delle Province Illiriche.

Col Congresso di Vienna nel 1815 Cobilaglava (Kobilaglava, Kobiljaglava o Kobjeglava) rientrò in mano austriaca; divenendo parte della Contea di Gorizia e Gradisca e poi dal 1849 anche del Litorale austriaco. In quest'epoca fu dapprima comune catastale autonomo, comprendendo anche l'attiguo villaggio di Duplezze (Tupelče). In seguito venne aggregato al comune di San Daniele (Sankt Daniel, Štanjel), riacquisendo però la propria autonoma negli ultimi decenni del XIX secolo (mantenendo la stessa circoscrizione territoriale del comune catastale).

In seguito alla prima guerra mondiale e al Tratto di Saint Germain, nel 1919 il paese venne annesso al Regno d'Italia. Inizialmente continuò a costituire un comune autonomo, sempre comprendendo anche la frazione di Tupelze/Villa Tupelce (Tupelče). Nel 1923 il suo nome venne modificato in Cobbia, e lo stesso anno venne inserito nella Provincia del Friuli; nel 1927, passò alla ricostituita Provincia di Gorizia, venendo assorbito dal comune di San Daniele del Carso nel 1928.

Tra il 1945 e il 1947, trovandosi a ovest della Linea Morgan fece parte, assieme a tutto il Carso di Comeno e all'attiguo San Daniele del Carso, della Zona A della Venezia Giulia sotto il controllo Britannico-Americano del Governo Militare Alleato (AMG); passò poi alla Jugoslavia, che nelle sue modificazioni territoriali passò la località nel comune attuale, e quindi alla Slovenia.

## Alture principali e grotte
Zajčevca, m 412; Tolsti vrh, m 365; Krajni vrh, m 355; Srednji vrh, m 353;